# Agencia Española de Protección de Datos
La Agencia Española de Protección de Datos (AEPD) es el organismo público encargado de velar por el cumplimiento de la Ley Orgánica de Protección de Datos Personales y garantía de los derechos digitales en España. Tiene la forma jurídica de autoridad administrativa independiente, posee personalidad jurídica propia y plena capacidad pública y privada que le permite actuar con independencia de la Administración pública en el ejercicio de sus funciones. Participa activamente en el Comité Europeo de Protección de Datos, otro organismo público pero europeo encargado de velar y coordinar la protección de datos en la Unión Europea.

## Creación y misión
La Agencia fue creada por mandato de la Ley Orgánica 5/1992, de 29 de octubre, de Regulación del Tratamiento Automatizado de los Datos de Carácter Personal, y se suele tomar como fecha fundacional el nombramiento de su primer director el 22 de octubre de 1993. Tiene su sede en Madrid y su ámbito de actuación se extiende al conjunto de España.
Su principal misión es velar por el cumplimiento de la legislación de protección de datos por parte de los responsables de los ficheros (entidades públicas, empresas privadas, asociaciones, etc.) y controlar su aplicación a fin de garantizar el derecho fundamental a la protección de datos personales de los ciudadanos. La AEPD lleva a cabo sus potestades de investigación fundamentalmente a instancias de la ciudadanía, aunque también está facultada para actuar de oficio. La Agencia es estatutaria y jerárquicamente independiente y se relaciona con el Gobierno a través del Ministerio de la Presidencia, Justicia y Relaciones con las Cortes.
En España, además, existen agencias de protección de datos de carácter autonómico en Cataluña, en el País Vasco, y en Andalucía, con un ámbito de actuación limitado a los tratamientos de titularidad pública declarados por las Administraciones autonómicas y locales de sus respectivas comunidades autónomas.

## Composición
La representación de la AEPD la ostenta la Presidencia que, con un mandato de cinco años (renovables), debe ejercer sus funciones con plena independencia y objetividad, sin estar sujeto a instrucción alguna en el ejercicio de sus funciones.
La Presidencia de la Agencia Española de Protección de Datos está asesorado por un Consejo Consultivo compuesto por:
- Un diputado, propuesto por el Congreso de los Diputados.
- Un senador, propuesto por el Senado.
- Un representante designado por el Consejo General del Poder Judicial.
- Un representante de la Administración General del Estado con experiencia en la materia, propuesto por el Ministro de Justicia.
- Un representante de cada comunidad autónoma que haya creado una Autoridad de protección de datos en su ámbito territorial, propuesto de acuerdo con lo que establezca la respectiva comunidad autónoma.
- Un experto propuesto por la Federación Española de Municipios y Provincias.
- Un experto propuesto por el Consejo de Consumidores y Usuarios.
- Dos expertos propuestos por las Organizaciones Empresariales.
- Un representante de los profesionales de la protección de datos y de la privacidad, propuesto por la asociación de ámbito estatal con mayor número de asociados.
- Un representante de los organismos o entidades de supervisión y resolución extrajudicial de conflictos, propuesto por el ministro de Justicia.
- Un experto, propuesto por la Conferencia de Rectores de las Universidades Españolas.
- Un representante de las organizaciones que agrupan a los Consejos Generales, Superiores y Colegios Profesionales de ámbito estatal de las diferentes profesiones colegiadas, propuesto por el ministro de Justicia.
- Un representante de los profesionales de la seguridad de la información, propuesto por la asociación de ámbito estatal con mayor número de asociados.
- Un experto en transparencia y acceso a la información pública propuesto por el Consejo de Transparencia y Buen Gobierno.
- Dos expertos propuestos por las organizaciones sindicales más representativas.

De la Presidencia de la Agencia dependen jerárquicamente la Adjuntía, la Subdirección General de Promoción y Autorizaciones (Registro General de Protección de Datos antes de la aplicación del RGPD), la Subdirección General de Inspección de Datos, la Secretaría General de la Agencia, la División de Innovación Tecnológica y la División de Relaciones Internacionales. Los actos dictados por la presidencia (en representación de la Agencia) agotan la vía administrativa y contra ellos solo puede interponerse recurso potestativo de reposición ante la propia AEPD o recurso contencioso-administrativo ante la Audiencia Nacional.

## Presidentes de la Agencia
- Lorenzo Cotino Hueso (2025-)[9]
- Mar España Martí (2015-2024)
- José Luis Rodríguez Álvarez (2011- 2015)
- Artemi Rallo Lombarte (2007-2011)
- José Luis Piñar Mañas (2002-2007)
- Juan Manuel Fernández López (1998-2002)
- Juan José Martín-Casallo López (1993-1998)

## Funciones

### General
- Velar por el cumplimiento de la legislación sobre protección de datos y controlar su aplicación, en especial en lo relativo a los derechos de información, acceso, rectificación, oposición y cancelación de datos.

### En relación con quienes tratan datos
- Ejercer la potestad sancionadora en los términos previstos por el Título VII de la LOPD.
- Emitir autorizaciones previstas en la ley.
- Requerir medidas de corrección.
- Ordenar, en caso de ilegalidad, el cese en el tratamiento y la cancelación de los datos.
- Recabar de los responsables de ficheros cuanta ayuda e información estime necesaria para el desempeño de sus funciones.
- Autorizar las transferencias internacionales de datos.

### En relación con los afectados
- Atender a sus peticiones y reclamaciones.
- Facilitarles información de los derechos reconocidos en la Ley.
- Promover campañas de difusión a través de los medios.

### En la elaboración de normas
- Informar preceptivamente los proyectos de normas de desarrollo de la LOPD.
- Informar los proyectos de normas que incidan en las materias propias de protección de datos.
- Dictar instrucciones y recomendaciones precisas para adecuar los tratamientos automatizados a los principios de la LOPD.
- Dictar recomendaciones de aplicación de las disposiciones legales y reglamentarias en materia de seguridad de los datos y control de acceso a los ficheros.

### En materia de telecomunicaciones
- Tutelar los derechos y garantías de los abonados y usuarios en el ámbito de las comunicaciones electrónicas, incluyendo el envío de comunicaciones comerciales no solicitadas realizadas a través de correo electrónico o medios de comunicación electrónica equivalente (spam).
- Competencia para recibir las notificaciones de las eventuales quiebras de seguridad[10] que se produzcan en los sistemas de los proveedores de servicios de comunicaciones electrónicas y que puedan afectar a datos personales.

### Otras funciones
- Velar por la publicidad de los ficheros que incluyen datos de carácter personal, para lo que ofrece la posibilidad de consultar en línea[11] los ficheros inscritos, tanto públicos como privados.
- Cooperación con organismos internacionales y órganos de las Comunidades Europeas en materia de protección de datos.
- Representación de España en los foros internacionales en la materia.
- Control y observancia de lo dispuesto en la ley reguladora de la Función Estadística Pública.
- Elaboración de una Memoria Anual, que es remitida por el director de la Agencia al ministro de Justicia para su posterior envío a las Cortes.

## Presencia internacional
La Agencia Española de Protección de Datos forma parte del Comité Europeo de Protección de Datos(CEPD), un organismo independiente creado en 2018 que está integrado por las Autoridades europeas de Protección de Datos y el Supervisor europeo de Protección de Datos. El CEPD ofrece orientaciones generales (como directrices, recomendaciones y buenas prácticas) sobre el RGPD, adopta conclusiones para garantizar que las autoridades nacionales interpreten el RGPD de manera coherente y asesora a la Comisión Europea.
La AEPD también forma parte de las Autoridades Comunes de Control ) de Europol, Schengen (ejerciendo además el control sobre la parte española), el Sistema de información aduanero y Eurojust. En cuanto al Consejo de Europa, participa en su Comité Consultivo, prestando asistencia sobre protección de datos a las autoridades designadas por los Estados.
En el ámbito latinoamericano, la Agencia ejerce la secretaría permanente de la Red Iberoamericana de Protección de Datos, un foro para promover y asesorar a los países en este derecho fundamental.

## Algunas resoluciones controvertidas
Algunas de las resoluciones de la AEPD más controvertidas en 2008 fueron las siguientes:
- En 2008, una sentencia del Tribunal Supremo declaró que los libros de bautismo de la Iglesia católica no son ficheros de datos, desautorizando una resolución de 20 de octubre de 2006 dictada por la Agencia Española de Protección de Datos; la agencia había dado la razón a un apóstata que solicitaba que, a través de la Agencia se cancelara su inscripción en el Libro de Bautismo.[16]

- La posibilidad que ofrecen algunas webs de enviar a un amigo cierta información, o recomienda esta página a un amigo también han sido sancionadas en aplicación estricta de la LOPD[17][18]

- La AEPD también resolvió que los datos relativos a los abortos practicados eran confidenciales, a raíz de la denuncias criminales interpuestas contra varias clínicas por presuntos abortos irregulares[19]

- Por incumplimientos de la legislación de protección de datos han sido sancionadas diversas aseguradoras y centros de salud, dado que intercambiaban información médica de los pacientes sin su consentimiento expreso. No obstante se les aplican sanciones reducidas por no apreciarse "intencionalidad en la comisión de la infracción"[20][21]

- LA AEPD sancionó a una empresa después de que un pirata informático intentara chantajearla al encontrar un agujero en su seguridad y posteriormente la denunciara[22]

- En octubre de 2008, la "Agencia Española de Protección de Datos" sancionó al Partido Popular, entonces en la oposición, con una multa de 60.101,21 euros por una infracción grave de la Ley Orgánica de Protección de Datos de Carácter Personal consistente en la inclusión, sin su consentimiento, de cuatro vecinos de El Grove como "falsos voluntarios" de las listas de las elecciones del País Vasco de mayo de 2007.[23][24]

## Agencias autonómicas de protección de datos
En España existen agencias de protección de datos de carácter autonómico en Cataluña, en el País Vasco y en Andalucía, con un ámbito de actuación limitado a los ficheros de titularidad pública declarados por las Administraciones autonómicas y locales de sus respectivas comunidades autónomas. Los ficheros privados de estas CCAA siguen siendo competencia de la Agencia Española de Protección de Datos. Tiene como responsabilidad, la aplicación de la Ley Orgánica de Protección de Datos y garantía de los derechos digitales.
El 25 de septiembre de 2012, la Comunidad de Madrid anunció la supresión de la Agencia de Protección de Datos de la Comunidad de Madrid, que se materializó el 1 de enero de 2013. Sus funciones pasaron a ser asumidas íntegramente por la Agencia Española de Protección de Datos.
- Autoridad Catalana de Protección de Datos
- Agencia Vasca de Protección de Datos
- Consejo de Transparencia y Protección de Datos de Andalucía